# Stian Hole
Stian Hole (né à Tønsberg le 20 mars 1969) est un auteur et illustrateur norvégien.

## Biographie
Après avoir obtenu un diplôme de l'École nationale des arts graphiques et du design d'Oslo, il écrit une trilogie consacrée à un personnage, Garmann, qu'il dit avoir été inspiré par son fils. Pour le premier opus L'Été de Garmann, il a été récompensé par le Prix Brage (Jeunesse) en 2006, l'année suivante par le prix BolognaRagazzi (prix du meilleur album) à la Foire du livre de jeunesse de Bologne, et en 2009, par le Prix Sorcières catégorie Albums. Le troisième opus Le Secret de Garmann est à nouveau récompensé par le Prix Brage en 2010, dans la Catégorie Ouverte.
Les livres sont illustrés par des collages réalisés à l'aide de Photoshop. Stian Hole vit et travaille à Oslo.
En 2023, il est sélectionné pour la cinquième année d'affilée (depuis 2019) pour le prestigieux prix suédois, le Prix commémoratif Astrid-Lindgren.

## Œuvres traduites en français
- Garmanns sommer, 2006 ; traduction :
  - L'Été de Garmann, Albin Michel jeunesse, traduit par Jean-Baptiste Coursaud, 2008
- Garmanns gate, 2008 ; traduction :
  - La Rue de Garmann, Albin Michel jeunesse, traduit par Jean-Baptiste Coursaud, 2008
- Garmanns hemmelighet, 2010 ; traduction :
  - Le Secret de Garmann, Albin Michel jeunesse, traduit par Jean-Baptiste Coursaud, 2011
- Annas himmel, 2014 ; traduction :
  - Le Ciel d'Anna, Albin Michel jeunesse, traduit par Jean-Baptiste Coursaud, 2014

## Réception critique
- « Les images de Stian Hole, maître dans l'art de mêler photos et dessins, rythmes joyeux et couleurs printanières, sont plus que jamais étonnantes, fourmillant de détails. Un vrai feu d’artifice. »[3]

## Prix et distinctions
- 2006 :  Prix Brage (Jeunesse) pour L'Été de Garmann
- 2007 :  Prix BolognaRagazzi (prix du meilleur album) à la Foire du livre de jeunesse de Bologne pour L'Été de Garmann.
- 2008 :  Prix Sorcières catégorie Albums pour L'Été de Garmann
- 2010 :  Prix Brage (Catégorie Ouverte) pour Le Secret de Garmann
- 2010 :  Deutscher Jugendliteraturpreis (Prix du meilleur livre illustré) pour L'Été de Garmann
- 2012 : (international) « Honour List »[4] de l' IBBY pour Le Secret de Garmann
- 2019 à 2023 :  Sélection pour le Prix commémoratif Astrid-Lindgren durant cinq années d'affilée[2]